# 천안 광덕사 부도 (유형문화재)
광덕사 부도(廣德寺 浮屠)는 대한민국 충청남도 천안시 광덕면, 광덕사에 있는 4기의 부도이다. 1978년 12월 30일 대한민국 충청남도 유형문화재 제85호로 지정되었다.
부도란 승려의 유골을 안장한 묘탑을 말하는데, 광덕사 경내에 모두 5기의 부도가 있다. 절내의 대웅전에서 북쪽으로 약 150m 떨어진 산기슭에 4기의 부도가 자리하고 있는데, 각각 청상당 부도, 적조당 부도, 우암당 부도, 무명 부도라 일컫는다. 나머지 1기는 진산화상 부도로 충청남도 문화재자료 제253호로 지정되었다.

## 개요

### 청상당 부도
청상당 부도는 청상스님의 사리를 모신 부도이다. 스님은 조선 선조 36년(1603)에 출생하여 현종 12년(1671) 은적사에서 입적하였는데 그 제자들이 스님의 사리를 얻어와 이곳 광덕사에 부도를 세웠다고 한다. 형태는 전체가 거의 8각을 이루고 있으며, 기단부(基壇部)와 탑신부(塔身部) 그리고 머리장식을 갖추고 있다. 기단부는 아래·가운데·윗받침돌로 나뉜다. 연꽃무늬가 펼쳐진 아래받침돌 위에 6각의 가운데받침돌이 놓여 있는데, 각 면에 난간이 조각되어 있다. 탑신은 둥근 모습이고, 그 위로 6각의 지붕돌이 놓여 있다. 꼭대기에는 화려한 머리장식이 조각되어 있다. 광덕사『사적기』에 따르면, 조선 현종 13년(1672) 경에 이 부도를 세웠다 한다.

### 적조당 부도
적조당 부도는 전체가 8각을 이루어, 기단부와 탑신부 그리고 머리장식을 갖추고 있다. 기단부는 아래와 윗받침돌에 연꽃무늬를 조각하였다. 그 사이 8각 가운데받침돌은 각 면마다 난간을 새겼고 한쪽면에 ‘적조당’이라는 글씨를 새겨 사리의 주인공을 밝히고 있다. 탑신의 몸돌은 둥글고, 6각 지붕돌 꼭대기에는 보륜(寶輪:바퀴모양의 장식)과 보주(寶珠:꽃봉오리모양의 장식)가 놓여 소박한 머리장식을 하고 있다.

### 우암당 부도
우암당 부도의 기단부는 둥근 아래받침돌 위로 가운데받침 ·윗받침돌이 놓여 있는데 무늬는 두지 않고, 다만 ‘우암당’이라 새긴 글씨만 있을 뿐이다. 탑신은 타원형의 몸돌과 6각 지붕돌이 있고 그 위로 둥근 머리장식이 솟아 있다.

### 무명 부도
무명 부도는 연꽃무늬를 새긴 아래받침돌 위에 8각의 가운데받침돌을 올리고 세 줄의 연꽃잎을 새긴 윗받침돌을 얹어 기단을 마련하였다. 가운데받침돌은 8면마다 신장상(神將像:불교의 법을 지키는 신)을 1구씩 돋을새김 하였는데, 그 수법이 대담하고 우수하다. 탑신은 종모양을 하고 있어서 둥글고 길쭉하며, 꼭대기에는 보주를 얹어 머리장식을 하고 있다.

## 조성 시기
광덕사『사적기』의 기록이나, 전체적인 형태, 둥근 탑신의 모습 등으로 보아 모두 조선시대의 작품으로 보인다.

## 같이 보기
- 광덕사
- 천안 광덕사 부도 (문화재자료) - 충청남도 문화재자료 제253호

## 참고 문헌
- 《문화재해설》, 충청남도, 1990년
- 《문화유적총람》사찰편, 충청남도, 1990년
- 《충남지역의 문화유적》7집, 백제문화개발연구원, 1993년
- 《천안시사》, 천안시, 1997년
- 《충청남도지정문화재해설집》, 충청남도, 2001년

## 참고 자료
- 광덕사 부도 - 국가유산청 국가유산포털